# Jacques Loussier
Jacques Loussier (26. října 1934 Angers – 5. března 2019 Paříž) byl francouzský klavírista a hudební skladatel. Na klavír začal hrát ve svých deseti letech a když mu bylo šestnáct, začal studovat na Conservatoire national supérieur de musique et de danse de Paris u profesora Yvese Nata. Roku 1959 založil vlastní jazzové trio ve kterém jej doprovázel kontrabasista Pierre Michelot a bubeník Christian Garros; vedle vlastních skladeb trio hrálo například jazzové úpravy skladeb Johanna Sebastiana Bacha. Rovněž se věnoval skládání hudby pro filmy.